# مهد خايرول أنور جميل
مهد خايرول أنور جميل هو لاعب كرة قدم ماليزي في مركز الوسط، ولد في 17 أكتوبر 1981 في فيرق في ماليزيا. شارك مع منتخب ماليزيا لكرة القدم. أما مع النوادي، فقد لعب مع فيلدا يونايتد ونادي ملقا يونايتد.

## وصلات خارجية
- مهد خايرول أنور جميل على موقع ناشيونال فوتبول تيمز (الإنجليزية)